# Frederik Thaae
Frederik Thaae (født 5. juli 1978) er en dansk komponist, producer og musiker.
Frederik Thaae har stiftet bandet A Kid Hereafter, hvori han er forsanger, samt grindcore-sideprojektet A Kid Hereafter in the Grinding Light.
Frederik Thaae blev i oktober 2009 udnævnt til landets første bykomponist i et nyt forsøg som Statens Kunstfonds Tonekunstudvalg og Roskilde Kommune gennemførte.